# Speed Devils
Speed Devils é um jogo eletrônico de corrida desenvolvido pela Ubisoft Montreal e publicado pela Ubisoft em 1998 para Microsoft Windows e em 1999 para Dreamcast. Em 2000 foi relançado para o Dreamcast Speed Devils Online Racing com possibilidade de jogatina online.